# Abraham Matthijs

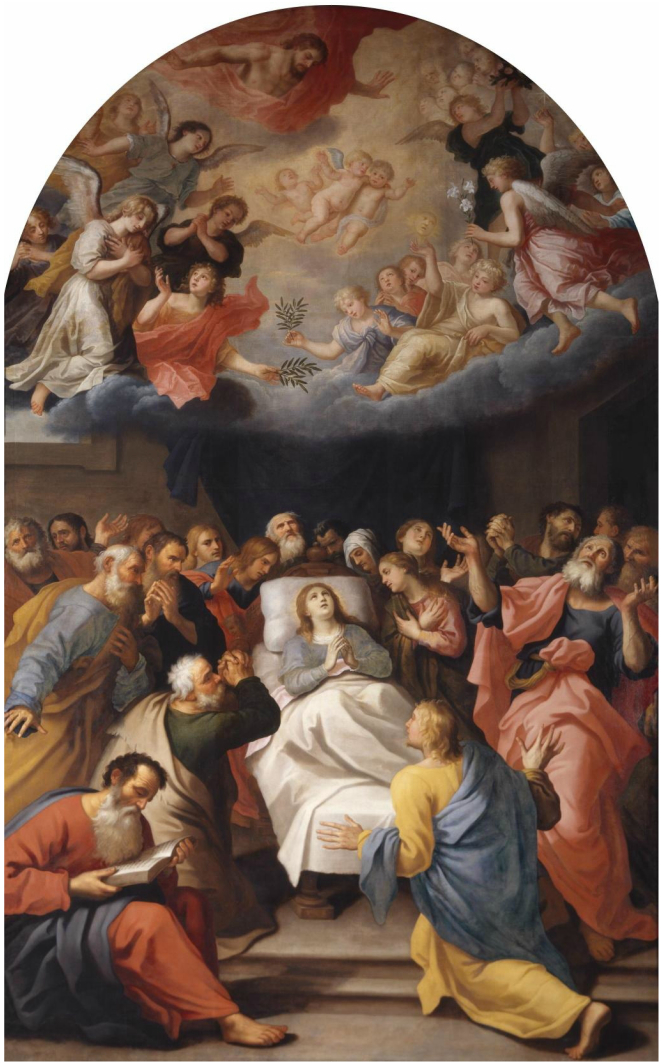
La Mort de Marie

Abraham Matthijs ou Abraham Matthys, né en 1581 à Anvers et mort le 2 septembre 1649 à Anvers, est un peintre et collectionneur d'art flamand actif à Anvers et en Italie. Il est connu pour ses compositions religieuses, ses scènes de marines et ses portraits.

## Biographie
Abraham Matthijs, né en 1580/1581 à Anvers, est le fils d'un poissonnier, Hendrik Matthijs, et de Margaretha van Roubergen. Ses parents sont relativement aisés puisqu'ils possèdent leur propre maison sur le Vismarkt. À l'âge de 10 ans, Abraham est inscrit à la Guilde anversoise de Saint-Luc comme élève de Tobias Verhaecht, un peintre paysagiste, le premier professeur de Rubens,. Abraham quitte Anvers pour l'Italie en 1603. On sait peu de choses sur sa résidence ou son travail en Italie. Il est de retour à Anvers en 1619.
Abraham Matthijs devient maître de la Guilde de Saint-Luc d'Anvers en 1619 et a  un élève appelé Fransoeis Cosyn cette année-là. Il quitte Anvers peu de temps après et est absent d'Anvers de 1619 à la fin de 1623. De 1633 à 1644, il reçoit un élève presque chaque année. Il reste célibataire toute sa vie et devient membre du Tiers Ordre Régulier de Saint François de Pénitence. Il joue un rôle actif dans la Sodaliteit der Jongmans van den Zoeten Naem Jesus, une fraternité de célibataires établie dans l'église dominicaine d'Anvers. En 1632 et 1637, Abraham Matthijs est le préfet de la Sodaliteit.
Abraham Matthijs connaît le succès commercial et achète sa propre maison. Il devient un avide collectionneur d'art. Sa collection compte 340 tableaux ainsi que de nombreux dessins et sculptures. Les œuvres comprennent des originaux et des copies de maîtres italiens, des paysages et un portrait de Paul Bril, deux portraits de saints par Anthony van Dyck et deux portraits et un autoportrait de Rubens peints pendant sa jeunesse, qui est perdu.

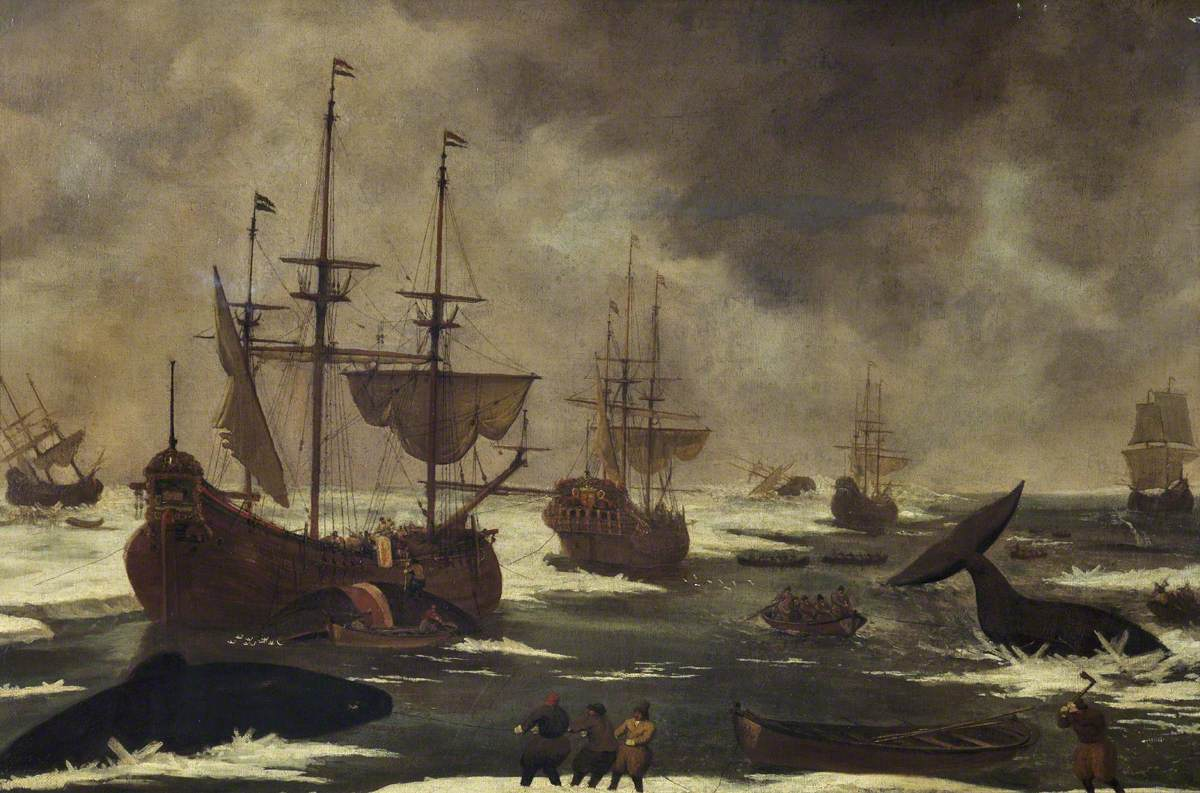
Baleiniers dans la glace.

Matthys souffre d'une faible constitution et les 17 et 19 septembre 1638, il est si malade qu'il rédige un testament. Il ne meurt pas à ce moment-là, mais plus de dix ans plus tard, le 2 septembre 1649. Avant sa mort, il avait pris des dispositions pour être inhumé en habit des Franciscains dans l'église des Franciscains. Il avait également commencé un tableau à accrocher au-dessus de sa tombe dans l'église, qui n'était pas terminé au moment de sa mort.

## Œuvres
Abraham Matthijs est connu pour ses peintures religieuses, ses portraits et ses scènes marines. Seules quelques-unes de ses œuvres sont conservées. L'une d'entre elles représente La Mort de Marie (1633, Cathédrale Notre-Dame (Anvers) ). Cette œuvre montre que l'artiste est encore imprégné du style de la génération de peintres précédant les innovations baroques introduites à Anvers par Rubens. La palette de Matthijs dans cette œuvre est sourde et déséquilibrée. Les figures de la composition ne sont pas non plus bien agencées. Il peint également une Assomption de Marie pour un monastère local.
Il peint en outre un portrait du peintre de marine Bonaventura Peeters l'Ancien, qui est accroché dans l'église Notre-Dame à Hoboken, près d'Anvers, où Peeters est inhumé.
Abraham Matthijs peint les Baleiniers dans la glace ( National Maritime Museum Greenwich, Londres). Il représente une flotte de navires baleiniers au travail, avec certaines baleines qui se débattent pendant qu'on les tire vers le rivage.